# クィントゥス・フルウィウス・ノビリオル
クィントゥス・フルウィウス・ノビリオル（ラテン語: Quintus Fulvius Nobilior、- 生没年不詳）は紀元前2世紀中頃の共和政ローマの政務官。紀元前153年にコンスル（執政官）、紀元前136年にケンソル（監察官）を務めた。執政官としてヒスパニア・キテリオルを管轄し、ケルティベリア人の反乱を鎮圧しようとしたが成功しなかった。

## 出自
ノビリオルはプレブス（平民）のフルウィウス氏族の出身である。フルウィウス氏族は紀元前4世紀の中頃にトゥスクルム（en）からローマに移住し、紀元前322年にはルキウス・フルウィウス・コルウスが氏族最初の執政官となっている。
カピトリヌスのファスティによると、ノビリオルの父も祖父も、プラエノーメン（第一名、個人名）はマルクスである。父マルクスは紀元前189年の執政官マルクス・フルウィウス・ノビリオル、祖父に関しては名前以外は分からない。フルウィウス・ノビリオル家はフルウィウス・ケントゥマルス家と近い関係にあった。
ノビリオルの兄は紀元前159年の執政官マルクス・フルウィウス・ノビリオル である。紀元前176年の補充執政官ガイウス・ウァレリウス・ラエウィヌスは叔父に当たる。

## 経歴
現存する資料の中で、ノビリオルに対する最初の言及は紀元前184年のことで、植民都市ポテンティアとピサウルムテコ入れのための三人委員会の委員となっている。同僚は同じ氏族のマルクス・フルウィウス・フラックスと、クィントゥス・ファビウス・ラベオであった。
おそらく紀元前160年に、ノビリオルはアエディリス・クルエル（上級按察官）に就任し、クルスス・ホノルム（名誉のコース）を歩みだした。また、ウィッリウス法が法務官就任から執政官就任まで最低3年間としていることから、遅くとも紀元前156年にはプラエトル（法務官）を務めたはずである。
紀元前153年、ノビリオルは執政官に就任する。同僚執政官はやはりプレブスのティトゥス・アンニウス・ルスクスであった。その1年前にヒスパニア・キテリオルでケルティベリア人が反乱し、ローマ軍が敗北していたため、元老院は執政官のうち一人をヒスパニアに派遣することとしたが、これは紀元前195年以来32年ぶりのことであった。おそらくはくじ引きの結果、ノビリオルがこの任務に選ばれた。ノビリオルは直ちに出発したため、通常の3月1日ではなく、1月1日から執政官権限が与えられた（この年以降、執政官の就任日は1月1日となる）。ノビリオルは3万近くのローマ軍団兵と、ヒスパニアからのアウクシリア（同盟都市支援軍）を指揮し、タッラコに上陸した。ローマに敵対していたセゲダは戦わずして占領された。しかしケルティベリア人はアレウァキ族と同盟を結び、8月23日（ウゥルカーナーリア祭の祝日）に行軍中のノビリオルを奇襲した。攻撃を予想していなかったローマ歩兵は多くが逃亡し、6000が戦死した。ローマ騎兵は敵軍を追い払うことに成功した。にもかかわらず、この戦いはローマの明らかな敗北と評価され、このときからウゥルカーナーリア祭の日は不運とさえみなされるようになった。
ケルティベリア・アレウァキ連合軍はヌマンティアに退却した。ノビリオルはこれを追撃し、城壁近くで大きな戦闘が行われた。ローマ軍は決定的な勝利を得ようと、10頭の戦象を投入した。これはヌミディア王マシニッサが、ローマを援けるために300の騎兵と共に派遣していたものであった。戦象を見たことがないケルティベリア兵は多くが逃亡した。ローマ軍は城壁攻撃を開始したが、そのとき戦象の1頭が投石により重症を負い、激怒して周囲のものをすべて破壊し始めた。他の戦象たちも制御不能になった。これを見て、ヌマンティアの守備兵は出撃した。結果、ノビリオルは二度目の敗北を喫した。4000人が戦死し、作戦の開始以来、合計で3分の1、あるいは半分の兵員を失った。
この後、ヒスパニアの部族の反乱は拡大していった。ノビリオルは軍の秩序を取り戻そうとした。騎兵に穀物の備蓄があるアクシニウスの街を攻撃させたが、撃退された。晩秋にヒスパニアの一部族をローマ軍に協力するよう工作したが、これも失敗に終わった。ローマ軍は海岸沿いの都市ではなく内陸部で冬営することとなったが、それは珍しいことであった。冬の始まりが早かったために、単に海沿いまで行く時間がなかったのだろう。春になって軍を後継者のマルクス・クラウディウス・マルケッルスに譲り、ノビリオルはローマに戻った。
ノビリオルのヒスパニアとの関わりはこれで終わったわけではなかった。紀元前149年、セルウィウス・スルピキウス・ガルバがヒスパニアでの行いで批判を受けた。ガルバは同盟国に対して不当な残虐行為を行い、これが告発されたのだ。ノビリオルはガルバを支持し、民衆に対して弁護演説を行っている。彼は大カトなどの反ガルバ派が古い敵意に基づいて行動していると述べた。この演説自体は失敗したが、ガルバ本人が民衆を和らげることに成功し、訴追を免れることができた。
紀元前136年、ノビリオルはその政治歴の頂点とも言えるケンソル（監察官）に就任した。同僚のパトリキ監察官はアッピウス・クラウディウス・プルケルであった。元老院の名簿を作成するさいに、プルケル自身が元老院筆頭になったことが知られている。

## 子孫
コグノーメンは不明だが、カンパニアのグラックス兄弟の時代の碑文に、クィントゥス・フルウィウスという名前があるが、この人物がノビリオルの子息である可能性がある

## 知的活動
キケロはノビリオルをローマの著名な言論家の一人にあげている。キケロによると、ノビリオルは「子供の頃から真剣に文学を学んでおり、言葉を失うことはなかった」そうだ。また、父に続いて詩人エンニウスを支援し、彼にローマ市民権を与えている。

## 参考資料

### 古代の資料
- アッピアノス『ローマ史』
- カピトリヌスのファスティ
- ティトゥス・リウィウス『ローマ建国史』
- ポリュビオス『歴史』
- マルクス・トゥッリウス・キケロ『ブルトゥス』

### 研究書
- Simon G. The Wars of Rome in Spain. - M .: Humanitarian Academy, 2008. - 288 p. - ISBN 978-5-93762-023-1 .
- Broughton R. Magistrates of the Roman Republic. - New York, 1951. - Vol. I. - P. 600.
- Münzer F. Fulvius // Paulys Realencyclopädie der classischen Altertumswissenschaft . - 1910. - Bd. VII, 1. - Kol. 229.
- Münzer F. Fulvius 30 // Paulys Realencyclopädie der classischen Altertumswissenschaft . - 1910. - Bd. VII, 1. - Kol. 233.
- Münzer F. Fulvius 95 // Paulys Realencyclopädie der classischen Altertumswissenschaft . - 1910. - Bd. VII, 1. - Kol. 268-269.